# D23 (Disney)
D23: The Official Disney Fan Club, также известный как Disney D23 или просто D23 — официальный фан-клуб The Walt Disney Company, основанный в 2009 году. Организация известна в основном своим двухгодичным выставочным мероприятием D23 Expo. Название D23 относится к D для Disney, а 23 — к 1923 году, когда Уолт Дисней основал компанию.
Членство состоит из двух уровней: бесплатный и золотой и включает в себя Disney 23 (ежеквартальное издание), ежегодные подарки, мероприятия, эксклюзивные предложения товаров, а также скидки и ранний доступ к фан-конвенции D23 Expo.

## История
Боб Айгер представил D23 10 марта 2009 года во время ежегодного собрания компании. D23 имел стенд на San Diego Comic-Con в 2009 году. Первая D23 Expo была проведена 10-13 сентября 2009 года. В марте 2010 года D23 объявил, что выставка будет проводиться раз в два года, а не ежегодно, а мероприятия Destination D будут проводиться в межгодовой период. В феврале 2013 года компания Walt Disney Company Japan объявила, что первая выставка D23 Expo Japan состоится 12-14 октября 2013 года.
В апреле 2013 года D23 и фестиваль Turner Classic Movies объединились для показа мультфильма «Белоснежка и семь гномов», а Кирк Дуглас провёл показ фильма «20 000 лье под водой», недавно восстановленного из оригинальных негативов камеры.
В конце сентября 2013 года Стивен Кларк ушёл с поста главы D23. В январе 2014 года Адам Сандерсон занял пост старшего вице-президента по корпоративным коммуникациям под надзором за архивами Диснея. 21 ноября 2014 года на Destination D Сандерсон указал, что серебряный уровень членства прекращается.
В октябре 2018 года Disney Cruise Line начала с D23 показывать Disney at Sea, 30-минутное развлекательное новостное шоу, которое охватывает многие дочерние компании Disney с участием D23, начиная с корабля Disney Wonder.

## События
Мероприятия включают в себя:
- D23 Expo (2009–н. в.) — двухгодичная выставка[2]
- Destination D (2010–н. в.) - небольшое двухгодичное мероприятие, чередующееся с Экспо.
  - Диснейленд ‘55 (24 и 25 сентября 2010 г.) — большой бальный зал отеля Диснейленд[2]
  - Attraction Rewind (21–23 ноября 2014 г.) Disney’s Contemporary Resort; Mickey's of Glendale (магазин Walt Disney Imagineering, расположенный в штаб-квартире Grand Central Creative Campus) — всплывающий магазин и архивы Treasures of Walt Disney, содержащий коллекционные предметы и памятные вещи Disney Parks и коллекционные предметы Disney’s Fair в Нью-Йорке; взгляд на завтра[4]
- Предварительный просмотр
- Диснеевская студия с множеством показов прошлых мультфильмов с панельной дискуссией
- Обед с легендой (2014 года–н. в.)
- День D23 — экскурсии для членов Walt Disney Studios и Archives, проводящиеся три раза в год
- VIP-туры по студии (2015), доступны для членов золотого уровня и проводятся в течение рабочей недели и включают в себя обед с легендой Disney и уникальный VIP-подарок
- Light Up the Season (2015) — оригинальное ежегодное мероприятие для сотрудников, чтобы отметить начало праздничного сезона, у членов D23 есть своя версия на студийном участке, которая состоит из колядок, какао и освещения деревьев.
- Ночь участников в Newsies — On Tour (2015–н. в.)[11]
- За кулисами (2015 года–н. в.)
- Миксеры для членов в магазинах Disney, 2-й раз в 2016 году, только для участников по утрам покупок, скидок, игр и вкусностей
- Празднование фан-годовщины Disney[12]